# Habronattus tlaxcalanus
Habronattus tlaxcalanus là một loài nhện trong họ Salticidae.
Loài này thuộc chi Habronattus. Habronattus tlaxcalanus được Griswold miêu tả năm 1987.